# Who Would Have Thought
"Who Would Have Thought" é uma música do cantor australiano Darren Hayes, lançada como single do álbum This Delicate Thing We've Made em 2007. 

## Lançamento
A faixa foi a primeira música do álbum a ser divulgada pelo cantor, em maio de 2007, em forma de videoclipe. 
Em novembro de 2007, o single foi lançado comercialmente por download digital e em compacto simples, em um lançamento duplo com o single de "Me, Myself and (I)", exclusivamente no Reino Unido.

## Videoclipe
O vídeo da música, feito em animação 3D, foi produzido pelo britânico Richard Cullen, que posteriormente viria a ser indicado ao BIMA Awards pelo trabalho. 
O clipe foi incluído no DVD This Delicate Film We've Made, lançado pelo cantor em 2008.

## Single Digital
- Download Digital[2]

1. "Who Would Have Thought" – 4:15
2. "Breathless" – 3:19
3. "The Only One" (demo) – 2:58

- Vinil 7"

1. "Who Would Have Thought" – 4:15
2. "Who Would Have Thought" (live acoustic version) – 3:58

- CD Promocional

1. "Who Would Have Thought" (radio mix) – 3:34